# Villa Marie-Antoinette

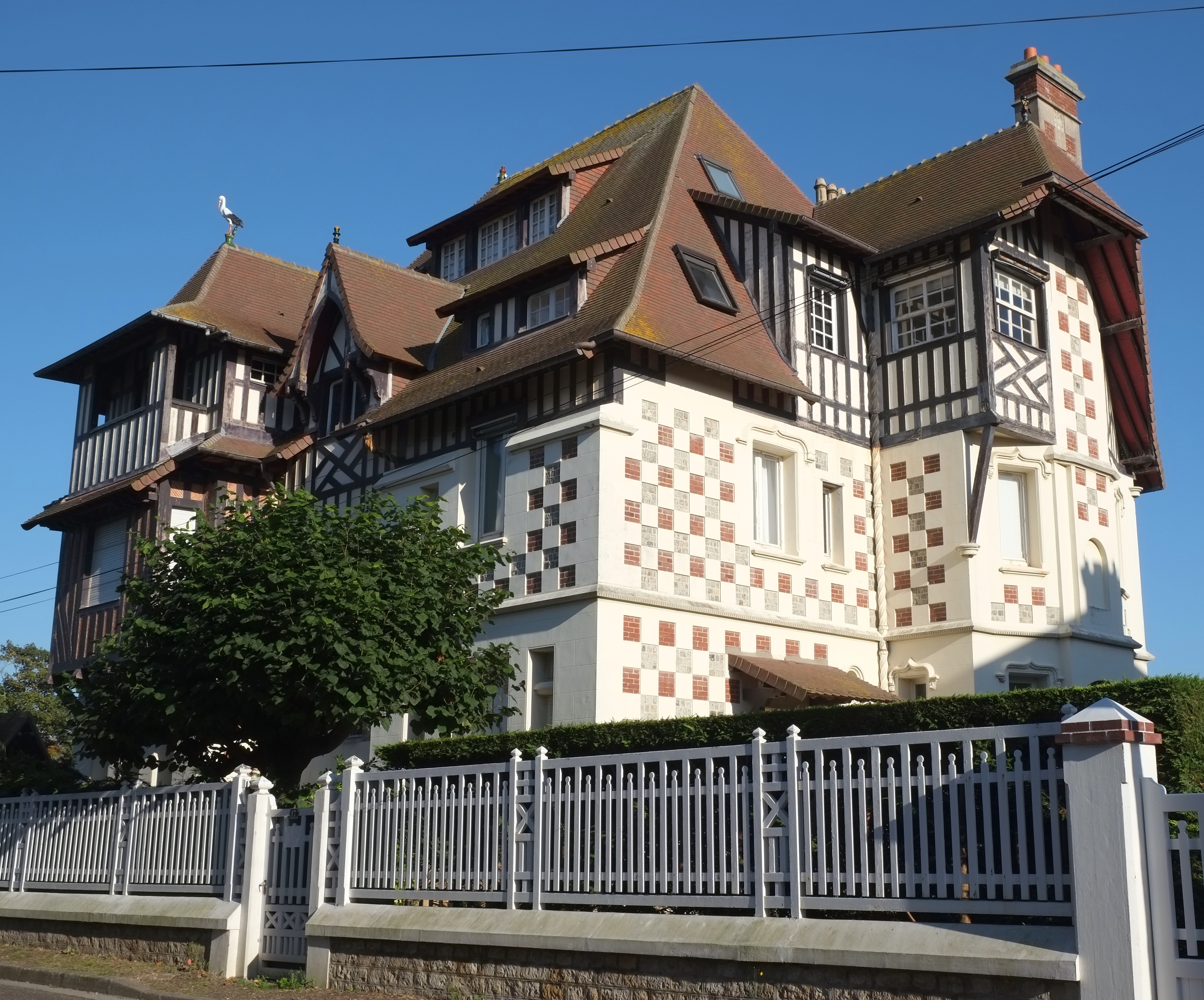
Ansicht der Villa

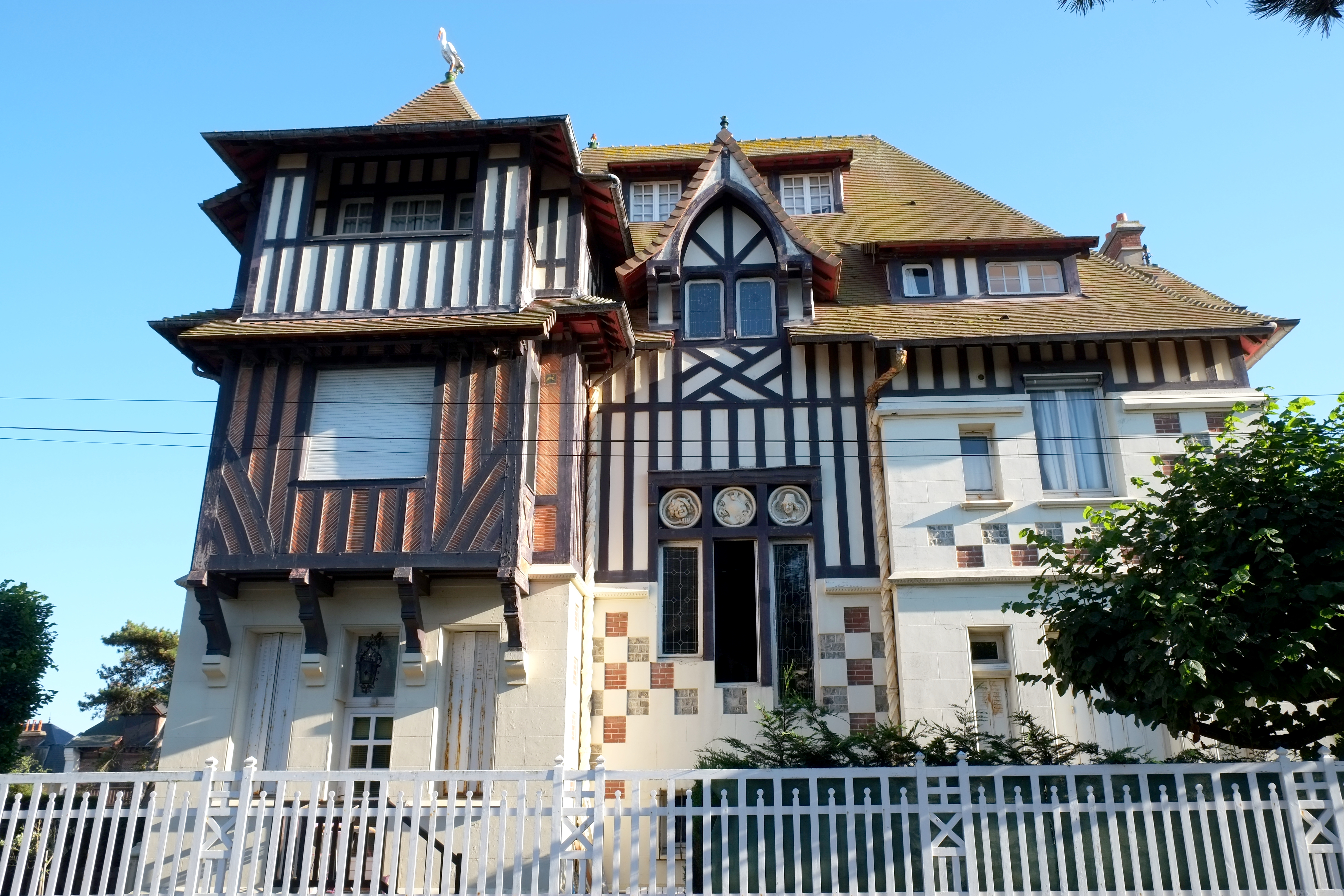
Seitenansicht

Die Villa Marie-Antoinette befindet sich in Cabourg, einem Seebad in der Normandie, das ab Mitte des 19. Jahrhunderts entstand. Die Villa mit der Adresse Avenue Aristide Briand Nr. 17 wurde vor 1910 errichtet. Sie liegt in der Nähe der Promenade Marcel Proust.
Die Villa im neunormannischen Stil, mit Holzimitationen im Pays d’Auge-Stil, besitzt ein Ecktürmchen. Skulptierte Teile im Erdgeschoss sind Anklänge an das Mittelalter. Im Inneren schafft der große Empfangssaal ebenfalls eine mittelalterliche Atmosphäre, er ist mit Stuckdekorationen, historisierenden Bodenfliesen und einer prächtigen Holztreppe im Tudorstil ausgestattet.